# Mitsubishi Ralliart
Ralliart Inc. (株式会社ラリーアート, Kabushiki-gaisha Rarīāto) és la divisió esportiva de Mitsubishi, essent la responsable del desenvolupament i preparació dels vehicles de ral·lis i raids de lacompanyia. Ralliart està alhora dividida en diferents subsidàries: Ralliart Alemanya, Ralliart Austràlia, Ralliart Nova Zelanda, Ralliart Tailàndia, Ralliart Singapur, Ralliart UEA, Ralliart Itàlia, Ralliart Xina, Ralliart Espanya, Ralliart Portugal, Ralliart Omàn i Ralliart Àustria.

## Ral·lis
En el món dels ral·lis, Mitsubishi debuta al Campionat Mundial de Ral·lis al Ral·li de Monte-Carlo de l'any 1989 amb Ari Vatanen com a pilot. Aquell any guanyarien dos ral·lis, el Ral·li de Finlàndia amb Mikael Ericsson i el Ral·li de Gal·les amb Pentti Airikkala.
Entre 1996 i 1999 guanyarien de forma consecutiva el Campionat Mundial de pilots amb el finlandès Tommi Mäkinen. A més a més, l'any 1998 també guanyarien el Campionat Mundial de constructors gràcies a l'aportació de punts de Richard Burns.
La última temporada de Tommi Mäkinen amb Mitsubishi seria l'any 2001, acabant tercer del campionat i aconseguint tres victòries. Per la temporada 2002 els pilots del equip serien François Delecour i Alister McRae, però l'equip acabaria en última posició el Mundial de constructors.
A partir del 2003 Mitsubishi decidí reestructurar la seva aposta esportiva tan sols disputà un calendari parcial de proves del Campionat Mundial de Ral·lis amb pilots com Gilles Panizzi, Gianluigi Galli, Dani Solà o Xevi Pons, entre d'altres.

## Dakar
Pel que fa als raids, ha aconseguit 12 victòries en la categoria de vehicles amb el Mitsubishi Pajero amb Patrick Zaniroli (1985), Hubert Auriol (1992), Bruno Saby (1993), Kenjiro Shinozuka (1997), Jean-Pierre Fontenay (1998), Jutta Kleinschmidt (2001), Hiroshi Masuoka (2002 i 2003), Stéphane Peterhansel (2004, 2005 i 2007) i Luc Alphand (2006).